# Schwarzkopf (Hohe Tauern)
Pour les articles homonymes, voir Schwarzkopf.
Le Schwarzkopf est une montagne qui s’élève à 2 996 m d’altitude dans les Hohe Tauern, en Autriche.